# Gendern im deutschsprachigen Literaturbetrieb
Gendern im deutschsprachigen Literaturbetrieb behandelt den Umgang mit geschlechtergerechter Schreibung bei Verlagen, im Lektorat, bei Übersetzungen, im Bibliothekswesen und in der deutschsprachigen Gegenwartsliteratur. Nur in vereinzelten Büchern wird gegendert.
Es gibt Schreibweisen, die der amtlichen Rechtschreibung entsprechen (neutrale Formen, Beidnennung, Schrägstrich mit Ergänzungsstrich). In den letzten Jahrzehnten sind neue Formen aufgekommen, die nicht vom amtlichen Regelwerk abgedeckt werden (Genderstern, Doppelpunkt, Unterstrich, Binnen-I, einfacher Schrägstrich). Insbesondere seit der rechtlichen Anerkennung der dritten Geschlechtsoption „divers“ 2018 in Deutschland und 2019 in Österreich wird beim Gendern unterschieden zwischen zweigeschlechtlichen, binären Schreibweisen und mehrgeschlechtlichen Kurzformen mit Genderzeichen, die neben männlichen und weiblichen auch nichtbinäre Personen ansprechen und einbeziehen wollen. Allgemein werden neutrale Formen bevorzugt, weil sie ohne Geschlechtsbezug auskommen und den Lesefluss nicht hemmen (Beschäftigte, Leserschaft).

## Verlage
Anfang 2019 fragte der Berliner Tagesspiegel bei deutschsprachigen Verlagen nach, ob sie beim Gendern von Sprache eine Hauspolitik haben (in Klammern die Antwortenden):
- AvivA in Berlin (Britta Jürgs): Binnen-I oder Beidnennung (Paarform)
- Droschl in Graz (Annette Knoch): Beidnennung
- Galiani in Berlin (Wolfgang Hörner): wollte bisher niemand, wäre aber möglich
- Mairisch in Hamburg (Daniel Beskos): jedem freigestellt, gerne Genderstern
- Matthes & Seitz in Berlin (Andreas Rötzer): keine Hauspolitik
- Mikrotext in Berlin (Nikola Richter): Beidnennung, mindestens
- Verbrecher in Berlin (Jörg Sundermeier): jedem freigestellt, gerne Genderstern
- Wagenbach in Berlin (Susanne Schüssler): Beidnennung, die Reihe DaCapo mit Binnen-I

Der Unrast Verlag in Münster verlangt seit Ende 2018 in seinen Satz- und Formatierungsvorgaben Gendersternchen.
Der pädagogische Verlag an der Ruhr in Mülheim erklärte Mitte 2020: „… haben wir uns für die Nutzung des Gendersternchens entschieden. […] Eine Ausnahme bilden bislang jegliche Texte für Schüler*innen und Senior*innen …“
Anfang 2021 stellte Rainer Moritz, Leiter des Literaturhauses Hamburg fest: „Wir sind das einzige Literaturhaus in Deutschland, das kein Sternchen in Editorials und Einführungstexten setzt.“, er greife stattdessen auf die Beidnennung zurück.
Mitte 2021 fragte das Börsenblatt in einem Spezial zur Belletristik bei einigen Verlagen nach:
- Kiepenheuer & Witsch in Köln verwendet in der offiziellen Verlagskommunikation nach außen den Genderstern; bisher sei aber nur in einem Roman gegendert worden, und nur an zwei Stellen.[8]
- Auch der Orlanda Verlag in Berlin nutzt den Genderstern, würde aber nicht in literarische Texte eingreifen, die nicht gegendert sind.[9]
- Der Aufbau Verlag in Berlin gendert in der offiziellen Kommunikation mit Doppelpunkt; Verlagsleiterin Constanze Neumann zur Frage, ob Autoren in ihren Romanen gendern möchten: „Ja, einige gendern, andere möchten das nicht. Beides respektieren wir, es ist nicht nur Teil der künstlerischen Freiheit, sondern auch Ausdruck einer persönlichen Haltung, die wir weder zensieren noch normieren.“[10]
- Auch der Kanon Verlag in Berlin nutzt den Doppelpunkt; Verleger Gunnar Cynybulk: „Ich bin neugierig auf überzeugende Versuche, kenne aber keine gute gegenderte Literatur. Vielleicht kann es sie irgendwann geben. […]“[11]

### Wissenschaftsverlage
Anfang 2020 bezog sich die Evangelische Verlagsanstalt in Berlin auf die erforderliche wissenschaftliche Genauigkeit und lehnte Gendern aus grammatischen und ästhetischen Gründen ab. Ende 2021 erklärt der Frankfurter Suhrkamp-Verlag als einer der größten Wissenschaftsverlage im deutschsprachigen Raum: „Der Autor entscheidet“; bei Sammelbänden werde aber eine gewisse Einheitlichkeit bezüglich gendergerechter Schreibung befürwortet. Der Springer-Verlag in Wiesbaden hat sich intern für die Nutzung einer inklusiven Schreibweise mit Genderstern entschieden: „Unseren Autor*innen steht es aber weiterhin frei, Sprache nach ihrem eigenen Ermessen zu verwenden“.

### Schulbuchverlage
Schulbuchverlage halten sich an die Vorgaben des Dudens und an die amtlichen Rechtschreibregeln (verbindlich für Schulen, Behörden und Rechtspflege).
Eine Sprecherin der Westermann-Gruppe in Braunschweig erklärte Anfang 2021 zur Frage, wie gendergerecht und diskriminierungsfrei formuliert werden könne: „Das sind die beiden großen Entwicklungen, die wir im Moment sehen. Und das kann man schon bemerken, wenn man sich nur Bücher aus der Jahrtausendwende ansieht. Da war gendergerechte Sprache noch kaum oder so gut wie gar nicht Thema. Da hat man ganz klar von Schülern und Lehrern gesprochen oder von Partnerarbeit. Das sind alles Begriffe, die wir jetzt immer hinterfragen müssen. Genauso so Begriffe wie Indianer und Schwarze.“
Der Klett Verlag in Stuttgart vermerkte Mitte 2021, dass eine geschlechtergerechte Schreibweise das Erlernen der deutschen Sprache nicht zusätzlich erschweren dürfe.

## Gendern und Urheberrechte
Die Belletristik-Recherche des Börsenblatts bei einigen Verlagen und Schriftstellern kam Mitte 2021 zum Ergebnis: „Autor*innen, die es möchten, können gendern, wie sie wollen – die anderen lassen es eben bleiben“. Und: „Die Verlage/Lektorate richten sich nach den Autor*innen, so das Ergebnis unserer Recherche.“
Susanne Barwick, stellvertretende Justiziarin des Börsenvereins, erklärte dem Börsenblatt zur Frage, ob ein Verlag das Manuskript eines Autors ohne dessen Wissen nachträglich gendern und so veröffentlichen darf:

„Nein, das wäre meines Erachtens ohne Einverständnis des oder der Autor*in nicht möglich. Letztendlich ist das Gendern zurzeit eher noch eine Stilfrage, bei der es – anders als vielleicht bei der Rechtschreibung – keine richtige oder falsche Schreibweise gibt. Der Verlag kann also nicht argumentieren, dass nur ein gegenderter Text eine Erfüllung des Verlagsvertrages darstellt. Aus meiner Sicht kann sich der Verlag auch nicht auf ein Bearbeitungsrecht berufen, wenn er sich dieses hat einräumen lassen. Denn auch in diesem Fall hat er Beeinträchtigungen des Werkes zu unterlassen, die geistige und persönliche Rechte des oder der Autor*in am Werk gefährden. 
Mit dem Gendern wird aber – jedenfalls zurzeit – letztendlich auch eine politische Aussage getätigt. Es muss daher dem oder der Autor*in überlassen sein, wie er oder sie einen Text verfasst, dies ist Ausfluss seines bzw. ihres Urheberpersönlichkeitsrechtes. […] Wenn also ein Verlag gegen Gendern ist, weil es aus seiner Sicht z. B. die Lesbarkeit stört, so muss auch dies klar im Verlagsvertrag zum Ausdruck kommen. Sonst muss der Verlag das Manuskript in gegenderter Fassung veröffentlichen.“

Ein Urheber könne die Auslieferung eines Werks stoppen, wenn es trotz erklärter Ablehnung des Genderns vom Verlag gegendert worden wäre. Sollten ältere übersetzte Werke neu gegendert werden, sei die Zustimmung des Übersetzers einzuholen.
 Landgericht Hamburg 2022
Im Mai 2022 wurde ein entsprechendes Klageverfahren beim Landgericht Hamburg mit einem Vergleich abgeschlossen: Der Bonner Verlag Manager Seminare hatte die Formulierung einer Autorin entgegen deren ausdrücklichem Wunsch mehrfach in eine geschlechtsneutrale Form geändert (Zeichner zu zeichnende Person). Nachdem das Gericht im mündlichen Termin darauf hingewiesen hatte, dass damit „unstrittig“ gegen Urheber- und Persönlichkeitsrecht verstoßen worden sei, stimmte der Verlag dem von der Autorin vorgeschlagenen Vergleich zu und verpflichtete sich, auf seiner Website die ursprüngliche Textversion herzustellen. Im Gegenzug verzichtete die Klägerin darauf, die bereits gedruckten Exemplare aus dem Verkehr ziehen zu lassen; sie dürften weiterhin verbreitet werden.

## Lektorat
In Bezug auf das Lektorieren von Manuskripten und Texten haben Verlage meist ihre eigenen Vorgaben zur Hausorthografie (siehe Verlagslektor). Wissenschaftslektorate haben vor allem die Einhaltung der fachwissenschaftlichen Standards zu gewährleisten. Die freie Lektorin Marianne Eppelt merkt Mitte 2020 an: „Ob im freien Lektorat gegendert wird, ist am Ende vor allem eine Frage des Auftrags und wird schlicht als mögliche Dienstleistung betrachtet. Ein pragmatischer Ansatz, der sich meines Wissens durchgesetzt hat. […] Nicht zuletzt brauche ich Informationen über das Geschlecht der Personen und den Textkontext, um korrekt gendern zu können. Das bedeutet Recherche = Zeit = Kosten.“
Der deutsche Verband der Freien Lektorinnen und Lektoren (VFLL) fordert Mitte 2021 die Versachlichung der öffentlichen Debatte über das Gendern. Er empfiehlt für Personen, die sich an Genderzeichen stören, alltagstaugliche Lösungen statt Genderverbote. Der VFLL weist auf die Wichtigkeit der Zielgruppe hin: „Auch wenn Sie sich mit Sonderzeichen wie dem Sternchen nicht anfreunden mögen, können Sie trotzdem sprachlich gerecht formulieren. Es gibt nämlich sehr viele verschiedene Möglichkeiten zu gendern. […] Ihre Zielgruppe hat meist mehr Aspekte als gedacht.“
Katharina Gerhardt, freie Belletristik-Lektorin und Universitätsdozentin in Hamburg, erklärt zum Gendern: „Letztlich geht es immer um Lesbarkeit und Sprachgefühl. Wenn ein Text durch viele Beugeformen unleserlich wird, würde ich es wahrscheinlich in Absprache mit allen an der Textproduktion Beteiligten eher lassen. Ich bin kein Fan von Extremen. Ideologie ist nie gut, auch nicht in der Sprache. Aber selbst wenn es viele nicht glauben wollen: Es lässt sich tatsächlich elegant und geschickt gendern!“ Einen ganzen Roman durchgängig mit Genderzeichen könne sie sich nur schwer vorstellen: „Die Buchbranche ist eher konservativ.“ Eine Grenze sei für die meisten erreicht, „wenn sich das Schriftbild so verändert, dass die Lesbarkeit leidet“. Das wolle besonders in der Literatur niemand.

## Übersetzung
Bei der Übersetzung von fremdsprachigen literarischen Werken spielt das Thema Gendern eine wichtige Rolle, wenn es um Personenbezeichnungen geht, die in ihrer Originalsprache geschlechtsneutral sind (vergleiche Gendern im Englischen). Oft stellt sich in solchen Fällen die Frage, auch unter ästhetischen Gesichtspunkten, ob im Deutschen generische Maskulinformen angemessen sind (alle Übersetzer) – oder ob Paarformen (Übersetzer und Übersetzerinnen), Kurzformen mit Genderzeichen (Übersetzer:innen) oder genderneutrale Formen (Übersetzende) besser passen.
2009 erschien am Zentrum für Translationswissenschaft der Universität Wien der Leitfaden zum geschlechtergerechten Sprachgebrauch. Bereits dort wurde – neben anderen – Möglichkeiten der Asterisk als Genderzeichen vorgeschlagen: „Das Gender Gap kann auch mit einem Sternchen * zum Ausdruck gebracht werden.“ Hierbei wurde der bis dahin für die nichtbinäre Form verwendete Unterstrich (Akademiker_innen) ersetzt durch den hochgestellten Stern: Akademiker*innen.
Vom deutschen Verband deutschsprachiger Übersetzer literarischer und wissenschaftlicher Werke (VdÜ) ist keine Stellungnahme oder Empfehlung zum Umgang mit gendergerechter Schreibung bekannt, auch nicht vom österreichischen Forum Literaturübersetzen, dieses verwendet allerdings im Schriftverkehr und auf seiner Website zumeist den Mediopunkt (Übersetzer·innen).
Mitte 2018 fragte die Web-Plattform für übersetzte Literatur TraLaLit sieben Übersetzer, wie sie mit geschlechtergerechter Sprache umgehen:
- Ulrich Blumenbach (Englisch zu Deutsch) favorisiert das generische Femininum „als Spieß-Umkehrung jahrhundertealter Konventionen“ und spricht von „uns als Literatur Übersetzende“.
- Gabriele Haefs (Dänisch, Englisch zu Deutsch): „Der Sprachwissenschaftler Noam Chomsky hat ungefähr neunhundert Seiten darüber geschrieben, daß man dem natürlichen Geschlecht Vorrang vor dem grammatischen geben sollte. Aber […] Lektorate, egal welcherlei Geschlechts, mögen offenbar keine Fachliteratur.“
- Frank Heibert (Englisch, Französisch zu Deutsch): „Der Weg ist noch weit, aber die Debatte ist wichtig, und für mich gibt es jedenfalls nicht nur eine Standardlösung, die den fragwürdigen Standard von früher ablösen könnte.“
- Tevfik Turan (Deutsch zu Türkisch): „Das grammatische Geschlecht ist eine blöde Erfindung, um hilflose Sprachkritik auf der Makroebene zu üben, und das Gendern ist ein noch größerer Blödsinn (Mikrokritik), statt die Geschlechtlichkeit der deutschen Sprache im Zuge der Geschlechtergleichheit als sinnloses Relikt einfach bestehen, leerlaufen zu lassen.“

Mitte 2020 meinte Patricia Klobusiczky (Französisch, Englisch zu Deutsch) zum Verhältnis der Geschlechter in der Sprache: „Noch vor ein paar Jahren hätte ich mich da als wunschlos glücklich bezeichnet und das generische Maskulinum hartnäckig verteidigt. Inzwischen wünsche ich mir, dass die Forderung nach geschlechtergerechter Sprache ernsthaft diskutiert und ein breiter gesellschaftlicher Konsens erreicht wird: Die Sichtbarkeit von Frauen und Non-Binären ist auch eine sprachliche Herausforderung – und die Sprache bietet so viele Möglichkeiten, sie zu meistern, je nach Kontext und Gattung. […] Wir müssen alte Dominanzstrukturen auch in der Sprache aufbrechen, sei es die des Patriarchats oder die der Kolonialherrschaft.“
Anfang 2021 sprachen zwei Übersetzerinnen im Kulturjournal von Bayern 2 über ihr Verhältnis zu gendergerechter Sprache:
- Annette Kopetzki (Italienisch zu Deutsch): „Das Gendersternchen ist in der Literatur absolut tabu, und auch andere Trennungen: Unterstrich und Doppelpunkt. Das ist eine Zusatzbotschaft, eine Metabene, und die kann nur erlaubt sein, wenn das Original diese kommentierende Funktion vorgibt.“ Im Kreis ihrer Kollegen habe die Mehrheit keine Probleme mit dem generischen Maskulinum.
- Zoë Beck (Englisch zu Deutsch): „Da gibt es natürlich die noch nicht gelöste Diskussion darüber, wie man dieses they für eine einzelne Person, die nichtbinär angesprochen werden möchte […] Wie übersetzt man das?“ Als Schriftstellerin habe sie ihren Kriminalroman von 2020 gänzlich ohne Verwendung des generischen Maskulinums geschrieben.

## Bibliothekswesen
Im Bibliothekswesen beschloss im November 2020 der deutsche Berufsverband Information Bibliothek (BIB) seinen Leitfaden für gendersensible Sprache und diskriminierungsfreie Kommunikation, der zwei Strategien nennt: Neutralisierung zum „Unsichtbarmachen des Geschlechts, um keines zu ignorieren“, und Sichtbarmachung als „gezielte Ansprache der verschiedenen Geschlechter, um Vielfalt deutlich zu machen“.
Sämtliche Möglichkeiten gendergerechter Schreibung seien möglich, sowohl zweigeschlechtliche als auch mehrgeschlechtliche mit Genderzeichen. Empfohlen werde die Neutralisierung, „da die Lesbarkeit eher gegeben ist und die Aussage dadurch oft präziser wird“; zur Sichtbarmachung aller Geschlechter nutze der BIB in eigenen Dokumenten und Webseiten den Genderstern.
Ende 2021 führt die deutsche Technische Informationsbibliothek (TIB) in Hannover als eine von drei Zentralen Fachbibliotheken gendergerechte Sprache ein: „Geschlechtersensible Formulierung bedeutet, Sprache so zu verwenden und einzusetzen, dass alle Menschen gleichermaßen sichtbar und wertschätzend angesprochen werden. […] Die TIB benutzt in Texten den sognannten Gender-Doppelpunkt, der als Zeichen für die Vielfalt von Geschlechtsidentitäten steht.“

## Gendern in Büchern

### Belletristik
In der deutschsprachigen Gegenwartsliteratur wird nur in sehr wenigen Romanen gegendert. Die Literaturwissenschaftlerin Veronika Schuchter forscht an der Universität Innsbruck über die Bedeutung von Geschlechterrollen in der Literaturkritik und vermerkt Anfang 2020: „Tatsächlich ist es aber so, dass gerade die Literatur sich ja auch eignen würde um da kreativ vielleicht neue Wege zu gehen, damit man jetzt nicht das Binnen-I oder den Genderstern in Texte einbaut, sondern sich überlegt, wie kann ich das kreativ ganz anders machen.“
Beispiele für literarische Werke mit gendergerechter Sprache:
- Erste Schritte hin zu einer geschlechtergerechten Sprache gab es bereits in den 1970er Jahren. Die Schriftstellerin Verena Stefan gebrauchte 1975 in ihrem Erfolgsroman Häutungen konsequent die Form „frau“ als Gegenstück zum Indefinitpronomen „man“ und begründete dies mit den Worten „Beim schreiben dieses buches, dessen inhalt hierzulande überfällig ist, bin ich wort für wort und begriff um begriff an der vorhandenen sprache angeeckt. […] ich stelle begriffe, mit denen nichts mehr geklärt werden kann, in frage oder sortiere sie aus […] Mit dem wörtchen ‚man‘ fängt es an. ‚man‘ hat, ‚man‘ tut, ‚man‘ fühlt […]. Entlarvend sind sätze, die mit ‚als frau hat 'man' ja‘ beginnen. ‚man‘ hat als frau keine identität. frau kann sie nur als frau suchen.“[30]

- Seit den 1990er-Jahren verwendet der österreichische Aktionskünstler und Schriftsteller Hermes Phettberg in seinen Büchern den Buchstaben „y“ als geschlechtsneutrale Endung für Substantive, die Personen bezeichnen: das Lesy statt der Leser oder die Leserin, im Plural Lesys.[31][32] Der Sprachdidaktiker Thomas Kronschläger (TU Braunschweig) verwendet Phettbergs y-Formen seit 2019 als Vorbild für ein Modell gendergerechter Sprache, das er als „Entgendern nach Phettberg“ bezeichnet.[33][34]

- 2019 werden genderneutrale Formulierungen sehr konsequent in dem Science-Fiction-Roman Wasteland von Judith C. Vogt und Christian Vogt verwendet.[29] In einem Essay erklärt die Autorin, die Vermeidung generischer Maskulinformen sei ein bewusstes Experiment gewesen:[35][36] „Soll heißen, wenn in einer Gruppe Männer und Frauen vorhanden sind, dann werden auch beide benannt. Das generische Maskulinum ist Vergangenheit.“[29]
- Abwechselndes Gendern verwendet Juan S. Guse 2019 in seinem zweiten Roman Miami Punk und veranschaulicht das mit einem allgemeinen Beispiel: „Die Arbeiterinnen gehen in den Hafen, aber die Gärtner bleiben zuhause.“[37]
- Experimentelle Formen gegenderter Sprache verwendet die österreichische Schriftstellerin Ann Cotten, von ihr „polnisches Gendering“ genannt. Bei diesem Verfahren kommen „alle für alle Geschlechter nötigen Buchstaben in beliebiger Reihenfolge ans Wortende“.[38] 2019 verwendet sie das Verfahren in ihrem Roman Lyophilia und verweist darauf, dass auch die Lyrikerin Monika Rinck polnisches Gendering verwende. Im Roman treten unter anderem „Greisenni“, „Teilnehmernnnie“, „Betrachterni“ und „Oberunterösterreichernnnie“ auf.[39][40] In ihrer 2020 erschienenen Übersetzung von Mary MacLanes Ich erwarte die Ankunft des Teufels verwendet Cotten das Verfahren vereinzelt. Die Bezeichnung „polnisches Gendering“ wurde als Anspielung auf den Ausdruck „polnischer Abgang“ interpretiert.[41]
- Gendersternchen verwendet Eno Robin Liedtke in seinem geschlechtsneutralen Kinderbuch Sterne im Kopf, beispielsweise bei der Bezeichnung „Freund*innen“; die Hauptfigur kommt ganz ohne Pronomen aus. Liedtke erklärt dazu: „Ich möchte, dass sich alle Menschen – auch jenseits von Mann und Frau – angesprochen fühlen. Die Wertschätzung verschiedener Geschlechtsidentitäten wird über Literatur gesteuert“.[37]
- 2020 schreibt Zoë Beck ihren Kriminalroman Paradise City ohne ein einziges generisches Maskulinum (Deutscher Krimipreis 2020). Die Autorin und Übersetzerin merkt Anfang 2021 an, dass dies kaum aufgefallen sei und niemand sich beschwert habe über die neutralen Formulierungen.[42]
- 2021 nutzt Alicia Zett ausschließlich genderneutrale Formulierungen wie Studierende in ihrem Transgender-Roman Not your Type und begründet ihre bewusste Entscheidung: „Nicht jede Person ist männlich oder weiblich. Es gibt auch was dazwischen“.[37]
- Hengameh Yaghoobifarah (identifiziert sich seit 2018 als nichtbinär)[43] nutzt im Debütroman Ministerium der Träume den Doppelpunkt als Genderzeichen; für die kommende Auflage ist die Verwendung des Unterstrichs geplant.[44][10]
- Kim de l’Horizon, nichtbinär, verwendet im 2022 mit dem Deutschen Buchpreis ausgezeichneten Roman Blutbuch Formen genderneutraler Sprache, darunter den Genderstern.[45]

### Sachbücher
In einigen deutschsprachigen Sachbüchern wird durchgängig gegendert, jeweils in durchaus unterschiedlicher Form: nur mit genderneutralen Formulierungen, mit Genderstern, mit abwechselnden generischen Pluralen oder experimentell mit generischen Femininformen. Daneben gibt es seit Jahrzehnten unzählige (Lehr-)Bücher, die bewusst zweigeschlechtliche Paarformen und neutrale Formulierungen verwenden. Bereits 2011 wurde im Rahmen einer Studie zur sprachlichen Gleichstellung festgestellt: „Auch in Büchern und in den Medien sind heute öfter einmal geschlechtergerechte Formulierungen zu finden.“ 2020 erklärt das Handbuch geschlechtergerechte Sprache aus dem Dudenverlag zu fachsprachlichen oder wissenschaftlichen Texten: „In diesen Textsorten ist die Neigung zum ‚generischen Maskulinum‘ besonders groß und oft auch heute noch vorherrschend. […] Sie stützt sich – insbesondere in älteren Abhandlungen – auf die ‚selbstverständliche‘ Konvention des ‚generischen Maskulinums‘.“

#### Genderneutrale Formulierungen
- 2019 verwendet Alice Hasters in ihrem autobiographischen Debütbuch Was weiße Menschen nicht über Rassismus hören wollen aber wissen sollten durchgängig geschlechtsneutrale Formen: „Dass Schwarz groß geschrieben wird und weiß kursiv, ist Absicht. Warum, wird in diesem Buch auch noch erklärt. Außerdem verwende ich genderneutrale Sprache. Es mag für manche zunächst ein wenig ungewohnt sein, aber darum geht es ja auch – um das Ändern von Gewohnheiten.“[48][49]

#### Gendersternchen
Der Genderstern entwickelte sich 2010 aus dem Trans-Sternchen (trans* Personen) und ist seitdem das verbreitetste Genderzeichen, weit vor Doppelpunkt und Unterstrich (siehe Vorkommen 1995–2019 und Liste von nutzenden Einrichtungen). Nur in wenigen Büchern werden Sternchen durchgängig genutzt, beispielsweise:
- 2018 verwendet die Wiener Soziologin Laura Wiesböck den Genderstern in ihrem Sachbuch In besserer Gesellschaft – Der selbstgerechte Blick auf die Anderen.[50]
- 2019 schreibt Natasha A. Kelly als Herausgeberin des Sammelbands Schwarzer Feminismus: Grundlagentexte: „[…] haben wir uns beispielsweise für die Verwendung des Asterisks (*) als lesbaren Marker und Platzhalter für Genderidentitäten, die sich jenseits von Zweigeschlechtlichkeit bewegen, entschieden. Auf diese Weise wollen wir veränderte Gruppen und Personen in unseren Sprachhandlungen (in diesem Fall dem Übersetzen) miteinbeziehen und im heutigen Sprachdiskurs abbilden. Wenn es sich dabei um Gruppen aller Genderzugehörigkeiten handelt, setzen wir den Asterisk vor der Wortendung (Feminist*innen). Wenn es sich um eine Gruppe weiblich* gelesener Personen handelt, setzen wir den Asterisk am Wortende (Feministinnen*). An den Stellen, an denen von Schwarzen Frauen*, Müttern*, Großmüttern* und deren Aktivitäten (z. B. Frauen*kultur oder Frauen*kollektiv) gesprochen wird, zeigt der Asterisk an, dass bei dieser weiblichen Form auch trans*, inter*, queere, nichtbinäre und andere femme-nahe Selbstbezeichnungen inkludiert werden.“[51]
- 2021 nutzt die Top-Managerin Janina Kugel das Sternchen in ihrem Ratgeber It’s now – Leben, Führen, Arbeiten und erklärt dazu: „Beim Schreiben der ersten Kapitel meines Buches habe ich noch nicht gegendert. Dann habe ich zu mir selbst gesagt: Janina, du schreibst in dem Buch so viel über Rollenmodelle und auch Gendergerechtigkeit, natürlich musst du gendern! Sprache ist eben auch Teil der Wahrnehmung. Mein Ziel ist es jetzt, gendergerecht zu sprechen.“[52]
- Die österreichische Kulturwissenschaftlerin Judith Kohlenberger verwendet den Genderstern in ihrem Buch Wir und erklärt dazu: „Immerhin geht es darin um ein größeres ‚Wir‘, aus dem ich schon allein sprachlich nicht die Hälfte der Weltbevölkerung ausschließen wollte.“[53]
- Annalena Baerbock, Co-Vorsitzende und Kanzlerkandidatin von Bündnis 90/Die Grünen, verwendet 2021 das Sternchen in ihrem Buch Jetzt – Wie wir unser Land erneuern.[54] Ihre Partei nutzt seit einem Parteitagsbeschluss 2015 den Genderstern in allen offiziellen Dokumenten (Details).[55][56]

#### Abwechselndes Gendern
Beim so genannten „abwechselnden Gendern“ werden wechselweise maskuline und feminine Formen von Personenbezeichnungen in generischer Bedeutung verwendet  (Erzieherinnen, Kinderpfleger und Kindergärtnerinnen). Das Handbuch geschlechtergerechte Sprache aus dem Dudenverlag schreibt 2020 zu dieser Methode des Genderns: „Sie kommt aus dem englischsprachigen Raum und besteht darin, in beliebiger Folge männliche und weibliche Berufsbezeichnungen und Pronomen zu mischen. Diese Praxis ist umstritten, da viele sich verwirrt und abgelenkt fühlen. Andere halten sie für eine gute Möglichkeit. [Dabei] wird in äußerst geschickter und vielfältiger Weise zwischen weiblichen und männlichen Bezeichnungen, Kollektivbezeichnungen, Neutralisierung sowie auch ‚generischem Femininum‘ und ‚generischem Maskulinum‘ gewechselt. […] Insgesamt ist ein solcher Text ein klares Bekenntnis zur Geschlechtergerechtigkeit und illustriert außerdem die vielfältigen Optionen, um Personen zu bezeichnen.“ Die germanistische Sprachwissenschaftlerin Helga Kotthoff bezieht sich Ende 2020 in ihrer Untersuchung von gendergerechten Schreibweisen positiv auf die folgenden Beispiele für „randomisierten Genuswechsel“ und merkt an: „Die Effekte solcher Formen des nicht durchgängigen Genderns wurden bis dato nicht erforscht; es ist zu vermuten, dass sie durchaus geeignet sind, für eine geschlechterausgewogene Repräsentation zu sorgen und ein nichtakademisches Publikum an solche Stile zu gewöhnen.“ Rainer Moritz, Leiter des Literaturhauses Hamburg, nennt ein Beispiel: „Wir laden ins Literaturhaus Autorinnen, Schriftsteller, Verlegerinnen und Übersetzer ein – man kann also abwechseln.“
- 2014 verwendet die Sprachwissenschaftlerin Kristin Kopf in Das kleine Etymologicum – Eine Entdeckungsreise durch die deutsche Sprache wechselweise männliche und weibliche Pluralformen in generischer Bedeutung (je 60 Mal), beispielsweise „die Angeln und die Sächsinnen“ (statt „Angelsachsen“).[60][61][62][58] Helga Kotthoff merkt an: „Reaktionen auf ihr Buch warfen ihr vor, über Gebühr an Frauen gedacht zu haben, was als Kontrasterfahrung zur männlich geprägten Normalität zu interpretieren ist.“[63]
- 2015 wird im psychologischen Lehrbuch Systemisches Handwerk – Werkzeug für die Praxis von Rainer Schwing und Andreas Fryszer neben geschlechtsneutralen Formulierungen auch abwechselnd gegendert; die Autoren erklären dazu: „In den Formulierungen haben wir uns für einen willkürlichen Wechsel zwischen weiblicher und männlicher Form entschieden, gemeint sind immer beide Geschlechter. […] Ausbilderinnen und Kollegen des Instituts“.[64] Das Handbuch geschlechtergerechte Sprache befürwortet diese Mischung von geschlechtergerechten Schreibweisen und veranschaulicht sie an Beispielen aus dem Buch.[57]
- 2017 nutzt der Soziologe Hubert Knoblauch diese Form des abwechselnden Genderns in seinem Buch Die kommunikative Konstruktion der Wirklichkeit.[58]

#### Generisches Femininum
Die Verwendung grammatisch femininer Formen von Personenbezeichnungen im geschlechterübergreifenden Sinne (generisches Femininum: alle Autorinnen schließt Männer und Nichtbinäre ein) findet sich seit den Anfängen der Arbeiten der feministischen Sprachwissenschaftlerin Luise F. Pusch in den 1980er-Jahren. Einige Wissenschaftler haben auch in den vergangenen Jahren ihren Vorschlag der „totalen Feminisierung“ (im Unterschied zur Effemination von Männern) aufgegriffen, beispielsweise:
- 2004: Wie endlich alles anders wird von Bini Adamczak
- 2019 verwenden Katrin Bergener, Nico Clever und Armin Stein in ihrem Lehrbuch Wissenschaftliches Arbeiten im Wirtschaftsinformatik-Studium – Leitfaden für die erfolgreiche Abschlussarbeit durchgängig plurale Femininformen in generischer Bedeutung (unsere Leserinnen) – neutrale Umformulierungen oder Gendersterne seien ihnen zu umständlich gewesen. Männliche Leser wären nicht ausgeschlossen, nur müssten sie sich kurz umgewöhnen. Das Ziel sei auch, mehr Frauen für das Studium zu motivieren, weil sich Frauen durch weibliche Wortformen in Stellenanzeigen eher angesprochen fühlten.[66]
- Sebastian Luft (Marquette University, USA) schreibt in seinem Buch Philosophie lehren – Ein Buch zur philosophischen Hochschuldidaktik: „Schließlich noch der Hinweis, dass dieses Buch durchweg im generischen Femininum abgefasst ist (statt Student/in, Studierenden etc. spreche ich durchgehend von Studentinnen etc.). Diese Wahl mag manchen gewöhnungsbedürftig, ja beim Lesefluss sogar störend vorkommen. Ich will hierbei nicht ein neues, universal gültiges Prinzip festsetzen, sondern ein Signal setzen, dass man meines Erarchtens, so gut es geht, Gender-Parität herstellen sollte, um auf die Gleichberechtigung von Mann und Frau hin zu wirken.“[67]
- 2021 nutzen Vincent-Immanuel Herr und Martin Speer (HERR & SPEER) generische Feminina für allgemeine Aufzählungen und Beschreibungen in ihrem europapolitischen „Manifest“ Europe For Future: 95 Thesen, die Europa retten – was jetzt geschehen muss: „so meinen wir alle anderen Menschen mit – Männer und auch all diejenigen, die sich jenseits des binären Spektrums definieren.“[68]

## Positionen

### Tendenzielle Befürwortung
Mitte 2018 sprachen sich in einer Umfrage der Wochenzeitung Die Zeit 6 der 15 Befragten für die Nutzung gendergerechter Schreibweisen in eigenen Romanen aus, jedoch nicht für ihren ausschließlichen Gebrauch:
- Fatma Aydemir (* 1986): „Ob ich meinen nächsten Roman in gendergerechter Sprache schreiben werde, wird insofern sehr von Form und Handlung abhängen. Ich begreife Literatur schon auch als politisches Medium, doch funktioniert sie eben ganz anders als Gebrauchstexte wie journalistische Artikel oder Amtsanschreiben. Sie kann eine Welt für sich sein, in der andere Maßstäbe gelten.“
- Ursula Krechel (* 1947): „Das generische Maskulinum wirkt toxisch. Vor unseren Augen verliert es seine Bedeutung wie einst die venerische Krankheit. Das gilt erst recht für den literarischen Text. Ich suche nach Varianten, die einem spezifischen Text, auch dem Werkkorpus, gerecht werden. Es sind ästhetische, aber auch politische Entscheidungen.“
- Thomas Meinecke (* 1955): „Ja, ich verfasse meine Texte unter freiwilliger Selbstkontrolle (und durchaus lustvoll) im Sinne einer zu erlangenden Geschlechtergerechtigkeit, die nach Jahrhunderten gemeiner Benachteiligung von Frauen jetzt gern und auf unbestimmte Zeit auch mal zuungunsten der Männer ausfallen darf. Und ich korrigiere da ständig nach: Partizipbildung ist hilfreich, Binnen-I nicht so hübsch“.
- Kathrin Röggla (* 1971): „Den Anspruch, Geschlechtergerechtigkeit mit einem grafischen Zeichen festzulegen und ein für alle Mal abzuhaken, halte ich jenseits der Bürokratie für falsch und absolut literaturfern. Allerdings habe ich alle diese Sternchen, Binnen-I und Unterstriche schon einmal durchgespielt, da sie bereits Material sind.“
- Sasha Marianna Salzmann (* 1985; identifiziert sich als genderfluid): „Alle Varianten der sogenannten geschlechtergerechten Sprache interessieren mich. Sprache war schon immer fluide: Je durchlässiger sie für ihre Zeit ist, desto präziser kann sie sein.“
- Clemens J. Setz (* 1982; Büchner-Preis 2021): „ich nutze in meinen Büchern eher Partizipbildungen, weil die im Deutschen meist recht gut verwendbar sind. Aber nicht konsequent oder durchdacht, es erinnert mich auch niemand daran, bis auf seltene, ausgewählte Situationen. Manchmal sind Partizipien auch etwas knödelig, dann tendiere ich dazu, ein ‚und‘ zu verwenden.“

Nina George (* 1973), Beirätin des PEN-Präsidiums und Beauftragte des Women Writers Committee des PEN-Zentrums Deutschland, erklärte 2019, dass sie gendergerechte Schreibweisen auch in fiktionalen Texten verwende: „Ich schreibe immer alles aus – und ich setze die Damen auch voran, also zum Beispiel Autorinnen und Autoren. […] Und wenn man präzise sein möchte, muss man die Dinge benennen, wie sie tatsächlich heißen. Gerade in Prosatexten ist es überhaupt nicht schwierig alle zu nennen, selbst wenn man Menschenmengen beschreibt. Wenn man geschickt im Erzählen ist, kann man es auch durchaus vermeiden, dass man in einen behäbigen Sprachkuddelmuddel kommt, sich in Aufzählungen ergeht. […] Das Dagegenhalten gegen eine präzise, inklusive Sprache ist eigentlich nur ein Symptom für gelebte Misogynie.“
Tanja Dückers (* 1968) kommentierte 2019: „Sprache hat sich im Lauf der Zeit schon immer gewandelt. […] Vielleicht stehen wir jedoch auch erst am Anfang einer umfassenderen Sprachreform und werden in wenigen Jahren auf Sternchen und Unterstriche zurückblicken wie Luftfahrtingenieure heute auf den Zeppelin. Kein Unfug, aber doch nicht der Weisheit letzter Schluss. Auch das ist möglich. Eine reine Geschmacksfrage ist das jedoch nicht.“
Mithu Sanyal (* 1971; nominiert für Deutschen Buchpreis) erklärte Mitte 2021: „Ich gendere aktiv und exzessiv. Das liegt aber auch daran, dass mein Roman Identitti im universitären Milieu spielt und das nun einmal die Sprache der Protagonist*innen ist. In meinem nächsten Roman wird es eine Zeitreiseebene geben und Anfang des 20. Jahrhundert [sic] haben Menschen nun einmal nicht gegendert. Wirklich? Bei meiner Recherche habe ich herausgefunden, dass das keineswegs neue Debatten sind. Auch die Frage nach einem genderneutralen Pronomen wurde schon vor über 100 Jahren heftig diskutiert.“
Antje Rávik Strubel (* 1974; Deutscher Buchpreis 2021) schrieb im September zum Gendersternchen, es gefalle ihr vielleicht auch deshalb, weil es „kein Wort ist, keine Benennung im herkömmlichen Sinne, kein weiteres Label, das ein Leben aufspießt wie einen toten Schmetterling, sondern einfach zwischen den Buchstaben hervorstrahlt. Er sorgt für einen leichten Schwindel, eine Ver*rückung innerhalb eines Wortes. Der gewohnheitsmäßige Trott unserer Wahrnehmung kommt kurz ins Stolpern. Als Schriftstellerin neige ich zur kleinen Irritation, zum ästhetischen Spiel. Erfindungen wie diese kurbeln meine Fantasie an.“ Nach der Preisverleihung im Oktober sagte sie in einem Interview: „Und mal ehrlich, dieses Sternchen ist doch eigentlich total hübsch. Ich weiß nicht, was sich alle so darüber aufregen. Ich mag auch das Spielerische, gerade an Sprache. Sprache ist etwas, was sich pausenlos verändert, also insofern verstehe ich nicht, warum das so viel Aggression auslöst.“
Ingrid Noll (* 1935), Krimi-Autorin, wurde im November 2021 zitiert: „Einerseits stehe ich voll hinter einer gerechten und fairen Gleichbehandlung der Geschlechter. Andererseits nervt mich die Umständlichkeit und zuweilen auch Verbissenheit des Genderns.“ In ihren Romanen werde sie es deshalb nicht konsequent anwenden.
Anne Gesthuysen (* 1969) plädierte für mehr Gelassenheit beim Thema Gendern: „Zu sagen, die Sprache wird durchs Gendern verhunzt, finde ich total absurd“. Sie finde es „selbstverständlich, dass junge Leute Sprache ändern wollen. […] Ich finde es auch richtig und bin sicher, es wird sich eine Form durchsetzen, die gangbar ist. Wir sprechen schon lange nicht mehr so, wie Goethe geschrieben hat. Sprache verändert sich. […] Die richtige Linie ist: Entspannt euch.“

### Tendenzielle Ablehnung
In der Zeit-Umfrage Mitte 2018 sprachen sich neun der 15 Befragten gegen die Verwendung gendergerechter Schreibweisen in eigenen Romanen aus:
- Marcel Beyer (* 1965): „Und selbst wenn ich in meinen Texten darauf verzichte, entsprechende Markierungen ausdrücklich zu setzen, hoffe ich doch, sie erweisen sich als von diesem Geist und dieser Geistin durchweht.“
- Durs Grünbein (* 1962): „Was in Gesetzestexten sinnvoll ist, muss es nicht unbedingt in der Kunst sein. Dabei ist Gendergerechtigkeit ein selbstverständliches Prinzip. Schriftsteller der Zukunft mögen dem in ihren Arbeiten Rechnung tragen.“
- Thomas Hettche (* 1964): „Ich halte den Begriff einer ‚geschlechtergerechten Sprache‘ für einen Euphemismus, weil die entsprechenden Argumente von falschen Prämissen ausgehen und Geschichte und Struktur unserer Sprache eben nicht gerecht werden […] Partizipbildungen, Binnen-I, Sterne und Unterstriche sind und bleiben der Sprache so völlig äußerlich, dass jeder, dem ihr Klang etwas bedeutet, in ihnen nichts anderes sehen kann als Akte der Barbarei.“
- Sibylle Lewitscharoff (1954–2023): „Ich verwende keine gendergerechte Sprache, weil der ganze Quatsch entsetzlich aussieht und bürokratische Ungeheuer gebiert, die den Lesefluss stören.“
- Eva Menasse (* 1970): „Ich werde niemals gender-‚gerecht‘, niemals nach der neuen Rechtschreibung, nicht nach dem Duden oder dem Österreichischen Wörterbuch schreiben, ich werde immer ungerecht, subjektiv, stur und nach meiner eigenen Façon schreiben.“
- Martin Mosebach (* 1951): „Ich nutze nichts davon, finde auch in der mir bekannten zeitgenössischen Literatur kein einziges Beispiel für dergleichen. Ich bekenne aber, dass ich in einem verwirrten Augenblick einmal ‚Amazoninnen‘ geschrieben habe […] Dennoch bin ich dankbar für die viele Zeit, die gendergerechtes Schreiben mir spart: Ich muss es nicht lesen.“
- Marion Poschmann (* 1969): „Lange habe ich das generische Maskulinum benutzt und mich zur Gruppe der Autoren gezählt. […] Wenn ich von mir hingegen als Autorin spreche, bin ich, leider, nur eine Ableitung, nach demselben Prinzip, wie Eva aus der Rippe Adams gemacht ist, nicht originär, eben kein Mann und schon gar nicht gleichwertig.“
- Ingo Schulze (* 1962): „Ich bin in der Überzeugung aufgewachsen, dass mit der männlichen Form immer beide Geschlechter gemeint sind. […] Beim Sprechen oder in einer Rede oder einem Essay versuche ich immer, beide Formen zu verwenden, solange es dadurch nicht gespreizt wirkt. Auf Sternchen und Striche verzichte ich.“
- Feridun Zaimoglu (* 1964): „Ich vermeide in meiner Schrift: die akademische Floskel (perhorreszieren, Deus ex Machina, Angeberlatein); […] Genderdeutsch. Weil der ganze Quatsch entsetzlich aussieht. […] Ich halte mich nicht an eine Grammatik der Gesinnung.“

 Reiner Kunze (* 1933), seit Jahren engagiert gegen „Sprachfeminismus“ und „Sexualisierung der Sprache“, erklärte 2018: „Der Sprachgenderismus ist eine aggressive Ideologie, die sich gegen die deutsche Sprachkultur und das weltliterarische Erbe richtet, das aus dieser Kultur hervorgegangen ist.“ Als Beispiel für „Verunstaltungen“, die verursacht würden, führt Kunze unter anderem eine Textstelle aus einem österreichischen Unterstufen-Deutschbuch für den Schulgebrauch an: „Eine/r ist Zuhörer/in, der/die andere ist die Vorleser/in. Eine/r liest den Abschnitt vor, der/die Zuhörer/in fasst das Gehörte zusammen.“ Dementsprechend fordert Kunze: „Man schreibe nie, was man nicht sprechen kann, oder was zu einer Verkrüppelung der gesprochenen Sprache führt (Professx, Stud_entin, Trans*autoren, Akteure/innen […]). In dem österreichischen Schulbuch hat man für Kinder gedruckt, was sich nicht einmal fließend lesen läßt.“
Svenja Flaßpöhler (* 1975), Chefredakteurin vom Philosophie Magazin, äußerte sich Ende 2018 ausführlich zu gendergerechter Sprache: „Das basale Problem ist die Wirklichkeit. Die Sprache hat vielleicht eine festigende Funktion, sie macht uns aufmerksam auf bestimmte Strukturen, die immer noch vorherrschen. Aber es ist nicht so, dass, wenn wir die Sprache ändern, wir automatisch die Wirklichkeit ändern. Sondern es ist vielleicht genau umgekehrt so, dass, wenn sich die Wirklichkeit verändert und tatsächlich gleichberechtigt ist, dass wir uns gar nicht mehr so sehr stören an diesem generischen Maskulinum.“
Katja Lange-Müller (* 1951) meldete sich im 2019 zum wiederholten Mal zu Wort: „Wollen wir unsere Sprache und deren grammatikalische Substanz nicht erst einmal richtig verstehen, ehe wir es gestatten oder erdulden, dass allzu aktivistische Streiterinnen und Streiter für die absolute und damit illusorische Gendergerechtigkeit – Politsoziologinnen und Politsoziologen, Firmenchefinnen und Firmenchefs, Amtsschimmelstuten und -hengste – sie (in wessen Sinne eigentlich?) reformieren oder eher deformieren?“
Monika Maron (* 1941), seit Jahren gegen geschlechtergerechte Sprache engagiert, wiederholte 2020 ihre Ablehnung des Genderns: „Die politische Bereinigung der Sprache ist eine geradezu diktatorische, auf jeden Fall eine ideologische Anmaßung, die nur Leute mit Hoheitsgewalt durchsetzen können: in Behörden, Rathäusern, Universitäten, öffentlich-rechtlichen Sendern“.
Nele Pollatschek (* 1988) beanspruchte 2020 in einem Artikel mit dem Titel Deutschland ist besessen von Genitalien – Gendern macht die Diskriminierung nur noch schlimmer das generische Maskulinum zur Selbstbezeichnung als „Schriftsteller“: „Wer aus meinem ‚Schriftsteller‘ ein ‚Schriftstellerin‘ macht, kann auch gleich ‚Vagina!‘ rufen. […] In einer Welt, in der innerhalb weniger Jahrzehnten aus ‚Fräuleins‘ ‚Frauen‘ wurden, können aus Frauen noch immer Menschen werden. Menschen, die Bücher schreiben, wir nennen sie dann Schriftsteller, Menschen die regieren, wir nennen sie dann Bundeskanzler, Menschen, die zu Gast sind, wir nennen sie dann Gäste. In dieser Welt würde ich sehr gerne leben.“
Iris Hanika (* 1962; Preis der Leipziger Buchmesse 2021): „Das Gender-Sternchen ist irrwitzig, kein Mensch kann so sprechen, geschweige denn einen ernstzunehmenden Text schreiben. Natürlich ist es ein Problem, dass die generische Form im Deutschen gleichzeitig die maskuline Form ist. Die Sprachwissenschaftlerin Luise F. Pusch hat darum vor bald 40 Jahren vorgeschlagen, die Sache für die nächsten zehntausend Jahre einfach umzudrehen und die feminine Form zur generischen zu machen. Uns das Gendern aufzwingen zu wollen, ist unerhört. Das treibt den Rechten die Wähler zu.“
Elke Heidenreich (* 1943) außerte Mitte 2021 ihren Widerwillen gegen geschlechtergerechte Sprache: „Grauenhaft, wenn ich das schon höre, diese Sprache […] Das ist alles ein verlogener Scheißdreck. […] Wenn ich sage Menschen, meine ich Menschen. Wenn ich Künstler sage, meine ich alle Künstler, die Künstler sind, auch die Frauen […] Dieses feministische Getue in der Sprache geht mir furchtbar gegen den Strich.“
Dennis Patrick Riehle (* 1985), Sachbuchautor und psychologischer Berater: „Ich werde meine Bücher auch künftig nicht gendergerecht schreiben! Wer mich kennt, der weiß um meine anerkennende Haltung gegenüber jedem Individuum, völlig unvoreingenommen in Bezug auf dessen sexuelle Prägung. Diese biete ich auch dar, wenn ich mit meiner Wortwahl – wie bisher – zwar männliche Substantive und Pronomen verwende, damit aber ausdrücklich jede Persönlichkeit einschließe – ohne aber alle Eventualitäten dabei aufzählen zu müssen“.
Matthias Politycki (* 1955) erklärte zum Gendern: „Es geht an das, was wir künftig in welcher Wortwahl und Grammatik noch schreiben dürfen und wer es aufgrund seines Geschlechts, seiner Hautfarbe, seiner Herkunft, seiner sexuellen Orientierung nicht mehr darf.“ Er sehe „die Freiheit der Phantasie, die Freiheit des Gedankens und der Sprache tatsächlich bedroht“ und empfehle Mäßigung: „Wir müssen die Kunst des Zuhörens wieder neu erlernen.“ Und auch die des wilden Denkens, das sich nicht an Haltungsvorgaben von Links und schon gar nicht von Rechts klammere.
Barbara Sichtermann (* 1943), Schriftstellerin und Publizistin: „Das Problem mit den vielen Wissenschaftlerinnen, Virologinnen, Laborassistentinnen und Patientinnen ist womöglich das Zuviel an Aufmerksamkeit, das sie auf sich ziehen, wenn sie sprachlich derart hervorgetrieben werden, wie es die heutige dogmatisch-gendermäßige Rücksichtnahme erfordert. […] Wenn der Kontext gerade mal nicht mit der Geschlechtergerechtigkeit zu tun hat, stört der Versuch, diesen Aspekt durch dogmatisches Gendern in die Sache, um die es geht, hineinzutragen.“
 Navid Kermani (* 1967) wurde im Januar 2022 von der Wochenzeitung Die Zeit als Autor verpflichtet und erklärte, Gendern sei nicht emanzipatorisch, sondern „eine geistige wie politische Regression […] Keine Sprache der Welt nennt jedes Mal alle Geschlechter, wenn von einer gemischten Personengruppe die Rede ist, das wäre für die Alltagssprache zu umständlich und für die Poesie zu sperrig.“ Vor allem in der Literatur liege in der „Uneindeutigkeit von Geschlechterzuschreibungen ein enormer Vorteil“; auch im Alltag sei Gendern „schlicht zu umständlich, kompliziert und unmelodisch“.
Max Goldt (* 1958) kritisierte 2001 in einer häufig zitierten Titanic-Kolumne Partizipbildungen am Beispiel des Satzes „Die Bevölkerung beweint die sterbenden Studierenden“. Sie wurde vom Sprachwissenschaftler Anatol Stefanowitsch kritisiert. In seinem Text Frau Wentzien vom Deutschlandfunk (2021) kritisiert Goldt eine Rede der Deutschlandfunk-Chefin Birgit Wentzien, in der es ihr nicht gelungen sei, die sprachlichen Vorgaben ihres eigenen Senders zu befolgen, in dem die Beidnennung üblich ist. Goldt lehnt in seinem Text nicht das Gendern als solches ab, sondern nur seine „marottenhafte Befolgung“. Gendern sei grundsätzlich nicht hässlich, es komme auf die Dosierung an. Konsequentes Gendern sei Ausdruck eines neuen „Funktionärsdeutsch“, dessen „sprachbürokratische Maßnahmen“ lächerlich seien.
Angelika Overath (* 1957) erklärte 2022, Gendern sei hässlich; sie möge autoritäre Strukturen nicht und werde nicht gerne überfahren.